# Norrland

Norrland (in Brauntönen) mit den dazugehörigen historischen Provinzen

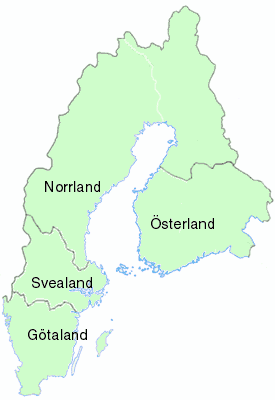
Norrland in seiner historischen Form bis 1809

Norrland ist der nördlichste der heutigen drei schwedischen Landesteile (landsdelar) Götaland, Norrland und Svealand. Es umfasst die neun historischen Provinzen, auch „Landschaften“ (schwed. landskap) genannt, Lappland, Norrbotten, Västerbotten, Ångermanland, Medelpad, Gästrikland, Hälsingland, Härjedalen und Jämtland. Norrland macht mit einer Fläche von 261.292 km² etwa 59 Prozent der schwedischen Gesamtfläche aus. Mit 1.116.000 Einwohnern oder nur 12,8 Prozent der Gesamtbevölkerung ist das Gebiet dünn besiedelt.
Im heutigen Schweden ist die Einteilung nach Landesteilen von marginalem Interesse. Es wird hauptsächlich in der Meteorologie und in zusammenfassender Statistik verwandt, wobei Norrland aufgrund der Fläche oft in Övre Norrland (Norrbottens län und Västerbottens län) sowie Nedre Norrland (Jämtlands län, Västernorrlands län und Gävleborgs län) eingeteilt wird. Als NUTS-1-Region Norra Sverige (SE3) sieht man den Begriff „Nordschweden“ etwas umfassender.

## Geschichte
Norrland wurde alsbald nach dem Abschmelzen des Inlandeises vor ungefähr 10.000 Jahren besiedelt. In der jüngeren Steinzeit entwickelten sich in der Region die norrländische und weiter im Norden die norbottnische Schieferkultur mit Geräten aus hartem Schiefer. In der Bronzezeit finden sich hier protosamische Traditionen.
Aus vorchristlicher Zeit ist kaum etwas bekannt. Aus den Ortsnamen ist zu entnehmen, dass Frey und Freyja sowie Thor hier Kultstätten hatten. Auch Odin und Ull sind vertreten. Die Ortsnamen auf -hov, -vi, -vall, -åker und andere Endungen deuten auf vorchristliche Kultstätten hin. Einige davon scheinen dabei überörtliche Bedeutung gehabt zu haben.
Ein Zeugnis der Christianisierung ist der sogenannte Frösöstein, ein Runenstein zum Gedenken an einen Brückenbau. Dort heißt es: „Östman Gudfastson ließ diesen Stein errichten und baute diese Brücke, und er christianisierte Jämtland.“ Er wird auf die zweite Hälfte des 11. Jahrhunderts datiert. Wie diese Christianisierung vonstattenging, lässt sich nicht mehr ermitteln. Als König Sverre 1178 mit seinen Birkebeinern in einem Kriegszug gegen Trøndelag durch das südliche Norrland zog, war dies nach der Sverres-Saga bereits christianisiert. Dem stehen andere Schriftzeugnisse entgegen, die für die Zeit zwischen 1220 und 1240 bemerken, dass in Ström, (nördliches Jämtland) niemand das Vaterunser konnte. Und aus einem Schreiben des Erzbischofs Petrus aus dem Ende des 12. Jahrhunderts geht hervor, dass die Bekehrung erst kürzlich erfolgt sei. Aus dieser widersprüchlichen Quellenlage wird geschlossen, dass sich im südlichen und mittleren Norrland das Christentum im 10., 11. und 12. Jahrhundert allmählich ausgebreitet hat, dass aber von einer organisierten Gemeindebildung erst im 13. Jahrhundert gesprochen werden kann. Die vorherrschende Meinung geht davon aus, dass die Christianisierung von Norwegen und England ausgegangen sei. Andere schließen aus der Tatsache, dass der Frösöstein ein schwedischer und nicht ein norwegischer Runenstein ist und seine Ornamentik der aus dem Mälargebiet gleicht und Jämtland kirchenorganisatorisch von vornherein zum Erzbistum Uppsala gehörte, obgleich es damals politisch noch zu Norwegen gehörte, dass die Christianisierung eher von Südschweden ausging. Es wird auch erwogen, dass die Alternative der Zeit nicht gerecht wird, weil Jämtland zu dieser Zeit weitestgehend selbständig und Einflüssen von Westen, Süden und möglicherweise auch von Osten ausgesetzt war.
Erst 1435 taucht der Begriff „Norrland“ in der gereimten sogenannten „Karlschronik“ aus der Unionszeit auf.
Norrlands historische Südgrenze im heutigen Schweden ist Ödmården, ein großes Waldgebiet zwischen Gästrikland und Hälsingland. Gästrikland gehörte früher zu Svealand und wird erst in den letzten Jahrhunderten zu Norrland gezählt.
Bis 1809 gehörte der nördliche Teil des heutigen Finnland ebenfalls zu Norrland, dieser wurde damals an Russland abgetreten. Die Grenze zwischen dem damaligen Österland und Norrland bildete der Fluss Oulujoki (schwedisch Ule älv), der bei der Stadt Oulu (schwedisch Uleåborg) in den bottnischen Meerbusen mündet.

## Wirtschaft
Norrland ist besonders wegen seiner Natur bekannt. Hier finden sich enorme Wälder, große Flüsse und noch unberührte Wildnis. Im 19. Jahrhundert wurde es daher zur Quelle für Schwedens wichtige Holz- und Papiermasseindustrie. Die norrländischen Flüsse werden bis auf vier Ausnahmen zur Gewinnung von Wasserkraft genutzt und erzeugen ungefähr 40 Prozent des gesamten schwedischen Energiebedarfs.
Norrland ist außerordentlich reich an Bodenschätzen, die für die Entwicklung der schwedischen Industrie von enormer Bedeutung waren. In den Bergwerken wird Eisenerz zur Erzeugung von Stahl, aber auch Gold, Silber und weitere Metalle gefördert.

## Natur
Der mit 2.097 Metern höchste Berg Schwedens, Kebnekaise, liegt in Lappland in Nordnorrland.
Die Südgrenze Norrlands fällt grob mit dem limes norrlandicus zusammen, der einen tiefgreifenden Übergang in der Vegetationsstruktur beschreibt. Das Landesinnere besteht zu großen Teilen aus Wald- und Fjälllandschaften.
Die nördlichsten Flüsse (von Norden): Torne älv, Kalixälven, Lule älv, Piteälven, Skellefte älv, Ume älv.